# Jules Goda
Pour les articles homonymes, voir Goda (homonymie).
Jules Goda, né le 30 mai 1989 à Yaoundé au Cameroun, est un footballeur international camerounais, qui évolue au poste de gardien de but au FC Montlouis-sur-Loire en National 3.

## Biographie

### Formation et début professionnel
Jeune, il commence le football au poste d'attaquant mais se fait finalement remarquer au poste de gardien de but. Il rejoint alors les sélections cadette puis junior des Lions Indomptables puis intègre à seize ans le centre de formation du SC Bastia, sous contrat aspirant, pour évoluer avec les moins de 18 ans nationaux. Il intègre ensuite l'équipe réserve qui évolue en CFA2. 
Il fait ses débuts professionnels lors de la saison 2007-2008 où il dispute quatre matchs de Ligue 2 à la suite des blessures de Jean-Louis Leca et Austin Ejide. La saison suivante, il se blesse gravement, souffrant au genou d'une rupture des ligaments croisés alors qu'il est dans sa dernière saison de contrat stagiaire. Le Sporting lui fait tout de même signer un contrat professionnel d'un an pour la saison 2009-2010 pour être la doublure de Macedo Novaes. Il participe à trois matchs de championnat mais perd sa place dans le groupe professionnel au profit de Dumé Agostini. 
Libre en fin de saison, il ne trouve un club qu'en janvier 2011 en signant à l'Olympique de Marseille. Il évolue toutefois avec la réserve, disputant huit matchs en Division d'Honneur.

### Destinations exotiques
Il s'envole ensuite pour la deuxième division portugaise en s'engageant pour une année auprès du Portimonense SC. Il est numéro deux mais prend part à neuf rencontres dont sept en championnat. 
Lors de l'été 2012, il rejoint la deuxième division grecque en signant en faveur de l'AEL Larissa. Apèrs une demi saison sans jouer, il quitte le club dès décembre et devient libre. 

### Retour en France
Début décembre 2013, il vient remplacer numériquement David Graziani au Gazélec Ajaccio, alors en National. Doublure de Clément Maury, il ne dispute que neuf matchs lors des deux premières saisons et assiste aux deux montées successives du club de National à Ligue 1. Clément Maury étant absent pour la première journée c'est lui qui dispute dans les buts le premier match de l'histoire du club corse dans l'élite française, le 8 août 2015, face à l'ES Troyes, match nul et vierge. Il retrouve le banc dès la seconde journée et dispute au total sept matchs dont trois en Ligue 1.
Lors de l'été 2016, il signe en faveur de l'AC Ajaccio pour être la doublure de Riffi Mandanda. Après avoir passé seulement une année et dix-sept matchs à l'AC Ajaccio, le gardien camerounais résilie son contrat avec son club et signe un contrat de deux ans avec le Tours FC. Venu en tant que doublure, il voit son équipe descendre en National dès la fin de la première saison avant d'être rétrogradé administrativement la saison suivante en National 3, la cinquième division française. Pour la saison 2019-2020 en National 3, il devient titulaire dans les buts tourangeaux avant de devenir trois ans plus tard le capitaine du club.
Après la liquidation du club en 2024 et sa descente en Régional 1, il quitte le club et s'engage en faveur du FC Montlouis-sur-Loire en National 3.

### Carrière internationale
Jules Goda compte trois sélections avec l'équipe du Cameroun en 2011.
Il est titulaire pour la première fois par le sélectionneur national Javier Clemente lors d'n match nul en amical contre la Guinée équatoriale le 11 octobre 2011. Il joue son second match international six ans plus tard lors d'une victoire en amical contre le RD Congo en préparation de la CAN 2017 pour laquelle il est sélectionné.
Alors qu'il est remplaçant pour l'équipe nationale du Cameroun, il devient champion d'Afrique avec les Lions indomptables le 5 février 2017.

## Statistiques
| Saison                | Club                   | Championnat           | Championnat | Championnat | Coupe(s) nationale(s) | Coupe(s) nationale(s) | Total | Total |
| Saison                | Club                   | Division              | M.          | B.          | M.                    | B.                    | M.    | B.    |
| 2007-2008             | SC Bastia              | Ligue 2               | 5           | 0           | -                     | -                     | 5     | 0     |
| 2008-2009             | SC Bastia              | Ligue 2               | -           | -           | -                     | -                     | 0     | 0     |
| 2009-2010             | SC Bastia              | Ligue 2               | 3           | 0           | -                     | -                     | 3     | 0     |
| 2010-2011             | Olympique de Marseille | Ligue 1               | -           | -           | -                     | -                     | 0     | 0     |
| 2011-2012             | Portimonense SC        | Liga Orangina         | 7           | 0           | 2                     | 0                     | 9     | 0     |
| 2012-2013             | AEL Larissa            | Beta Ethniki          | -           | -           | -                     | -                     | 0     | 0     |
| 2013-2014             | GFC Ajaccio            | National              | 3           | 0           | -                     | -                     | 3     | 0     |
| 2014-2015             | GFC Ajaccio            | Ligue 2               | 3           | 0           | 3                     | 0                     | 6     | 0     |
| 2015-2016             | GFC Ajaccio            | Ligue 1               | 3           | 0           | 4                     | 0                     | 7     | 0     |
| 2016-2017             | AC Ajaccio             | Ligue 2               | 9           | 0           | 3                     | 0                     | 12    | 0     |
| 2017-2018             | AC Ajaccio             | Ligue 2               | 4           | 0           | 1                     | 0                     | 5     | 0     |
| 2017-2018             | Tours FC               | Ligue 2               | 3           | 0           | 1                     | 0                     | 4     | 0     |
| 2018-2019             | Tours FC               | National 1            | -           | -           | 2                     | 0                     | 2     | 0     |
| 2019-2020             | Tours FC               | National 3            | 18          | 0           | 1                     | 0                     | 19    | 0     |
| 2020-2021             | Tours FC               | National 3            | 5           | 0           | 4                     | 0                     | 9     | 0     |
| 2021-2022             | Tours FC               | Régional 1            | -           | -           | 4                     | 0                     | 4     | 0     |
| 2022-2023             | Tours FC               | National 3            | 24          | 0           | 1                     | 0                     | 25    | 0     |
| 2023-2024             | Tours FC               | National 3            | 25          | 0           | -                     | -                     | 25    | 0     |
| 2024-2025             | FC Montlouis-sur-Loire | National 3            | 4           | 0           | 1                     | 0                     | 5     | 0     |
| Total sur la carrière | Total sur la carrière  | Total sur la carrière | 116         | 0           | 27                    | 0                     | 143   | 0     |

## Palmarès
Cameroun
- Vainqueur de la Coupe d'Afrique des nations en 2017.

### Liste des matches internationaux
| Matches internationaux de Jules Goda | Matches internationaux de Jules Goda | Matches internationaux de Jules Goda       | Matches internationaux de Jules Goda | Matches internationaux de Jules Goda | Matches internationaux de Jules Goda | Matches internationaux de Jules Goda |
|                                      | Date                                 | Lieu                                       | Adversaire                           | Résultat                             | Compétition                          | Notes                                |
| ------------------------------------ | ------------------------------------ | ------------------------------------------ | ------------------------------------ | ------------------------------------ | ------------------------------------ | ------------------------------------ |
| 1.                                   | 11 octobre 2011                      | Nuevo Estadio, Malabo, Guinée équatoriale  | Guinée équatoriale                   | N 1-1                                | Match amical                         | Titulaire.                           |
| 2.                                   | 5 janvier 2017                       | Stade Ahmadou-Ahidjo, Yaoundé, Cameroun    | RD Congo                             | G 2-0                                | Match amical                         | Remplaçant. Entre à la 46e minute.   |
| 3.                                   | 28 mars 2017                         | Stade Edmond Machtens, Bruxelles, Belgique | Guinée                               | P 1-2                                | Match amical                         | Titulaire.                           |